# Grande médaille de l'Académie des sciences
La grande médaille est la plus haute distinction de l'Académie des sciences. Elle est créée en 1997, par le regroupement de 122 (puis 143) fondations de l'Académie des sciences et de l'Institut de France, dont la plus ancienne est le prix Lalande institué en 1802.
Elle récompense chaque année, dans une discipline de l'Académie, un savant français ou étranger « ayant contribué au développement de la science de façon décisive, tant par l'originalité de ses recherches personnelles que par leur rayonnement international et l'influence stimulante qu'il aura eue en créant une véritable école de recherche. Les travaux conduits auront concerné un domaine important de la recherche fondamentale et apporté un éclairage nouveau et une compréhension plus grande à la discipline abordée. »

## Récipiendaires
Liste des récipiendaires depuis la création de la grande médaille
- 1997 : Joseph Schell, biologie moléculaire
- 1998 : Leo P. Kadanoff, physique
- 1999 : René Thomas, biologie moléculaire
- 2000 : Robert Langlands, mathématiques
- 2001 : Albert Eschenmoser, chimie organique
- 2002 : Richard L. Garwin, physique
- 2003 : David Sabatini (en), biochimie
- 2004 : David J. Gross, physique
- 2005 : Ronald Evans, biologie moléculaire
- 2006 : Peter Goldreich, astrophysique
- 2007 : Tomas Hökfelt (en), histologie et biologie cellulaire
- 2008 : Susan Solomon, chimie de l'atmosphère
- 2009 : Robert Weinberg, biologie cellulaire
- 2010 : Michael Atiyah, mathématiques
- 2011 : Avelino Corma Canós (en), chimie et physicochimie[4]
- 2012 : Adi Shamir, mathématiques et informatique
- 2013 : Joan A. Steitz, biochimie et biophysique[5]
- 2014 : Joel Lebowitz, physique et mathématiques[6]
- 2016 : Alexander Varshavsky, biologie cellulaire[7]
- 2018 : Jocelyn Bell, astrophysique[8]
- 2021 : Katalin Karikó, biochimie[9]
- 2022 : Terence Tao, mathématicien[10]
- 2023 : Michael N. Hall, biologie moléculaire[11].